# Proiectul Levavasseur

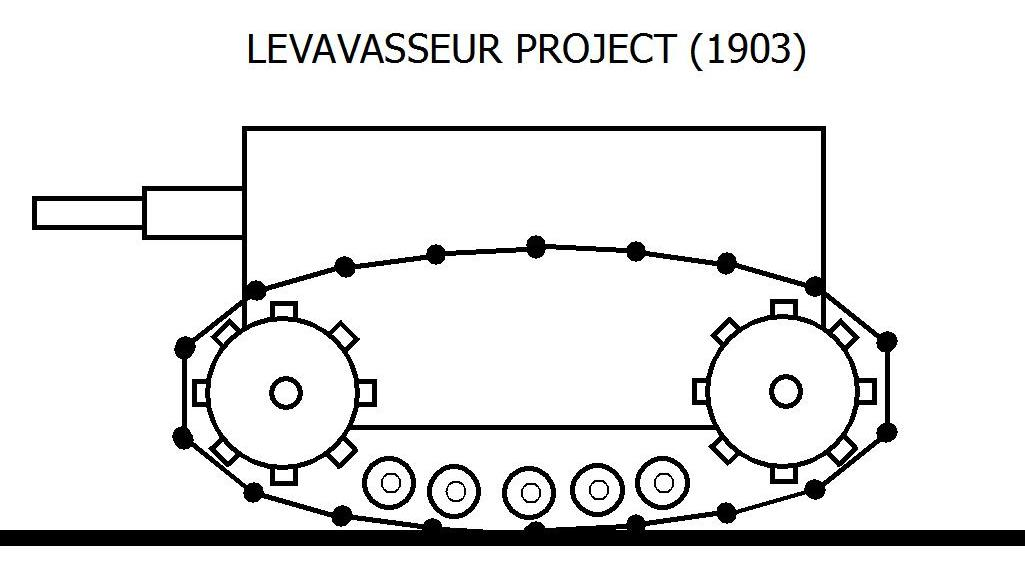
Schiţă a Proiectului Levavasseur

Proiectul Levavasseur de construire a unui tun autopropulsat (în franceză Projet de canon autopropulseur) a fost inițiat în 1903, în Franța, de căpitanul de artilerie Levavasseur.
Obiectivele proiectului erau:
- construcția unei piese de artilerie autopropulsate, capabile să parcurgă orice teren accesibil atelajelor cu tracțiune animală, care să asigure personalului și motorului o protecție completă față de proiectilele fuzante și gloanțele de infanterie.
- obținerea mobilității necesare proiectului prin utilizarea unui dispozitiv echivalent unor roți cu diametru foarte mare.

Acest dispozitiv, denumit de autor „roți articulate“, constă dintr-un soi de jante compuse din segmente îmbinate cu buloane, în jurul cărora se pot roti și dotate cu o legătură elastică, ce tinde să suprapună fețele învecinate ale două segmente alăturate. Fețele așezate pe sol ale segmentelor formează talpa roții iar fețele opuse formează calea de rulare. Când segmentele sunt alăturate, ele formează două suprafețe continue.
O carcasă se sprijină pe două roți articulate identice, prin intermediul unor galeți. Galeții sunt așezați în așa fel încât să mențină roțile în forma lor naturală. În afara galeților de rulare, carcasa are de fiecare parte doi galeți de antrenare, ai căror dinți se angrenează cu buloanele segmenților. Ele sunt puse în mișcare de un motor cu petrol de 80 CP. Carcasa, confecționată din tablă de oțel, transportă un tun cu calibrul 75 mm, montat pe un afet special. În carcasă sunt transportați comandantul de piesă, trei servanți și muniție.

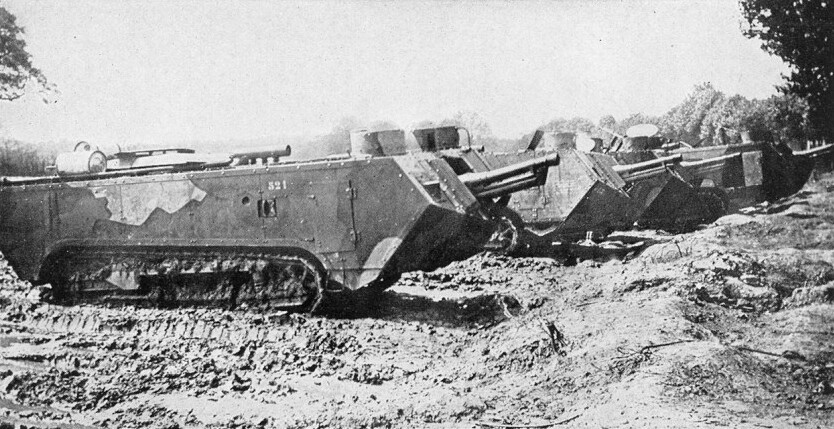
Tancul Saint-Chamond

Roțile articulate propuse de căpitanul Levavasseur reprezintă strămoșul șenilelor folosite în prezent.
Proiectul a fost înaintat pentru evaluare Comitetului general de artilerie (Comité général d'Artillerie) care l-a studiat timp de doi ani, după care l-a respins, considerând că tracțiunea automobilă este mai puțin fiabilă decât cea hipomobilă.
Căpitanul Levavasseur a revizuit proiectul și l-a înaintat din nou spre evaluare în 1908, dar a fost respins și de această dată.
Interesant de remarcat faptul că tancul Saint Chamond, realizat în 1916, avea multe similitudini cu proiectul Levavasseur.